# Porche (architecture)

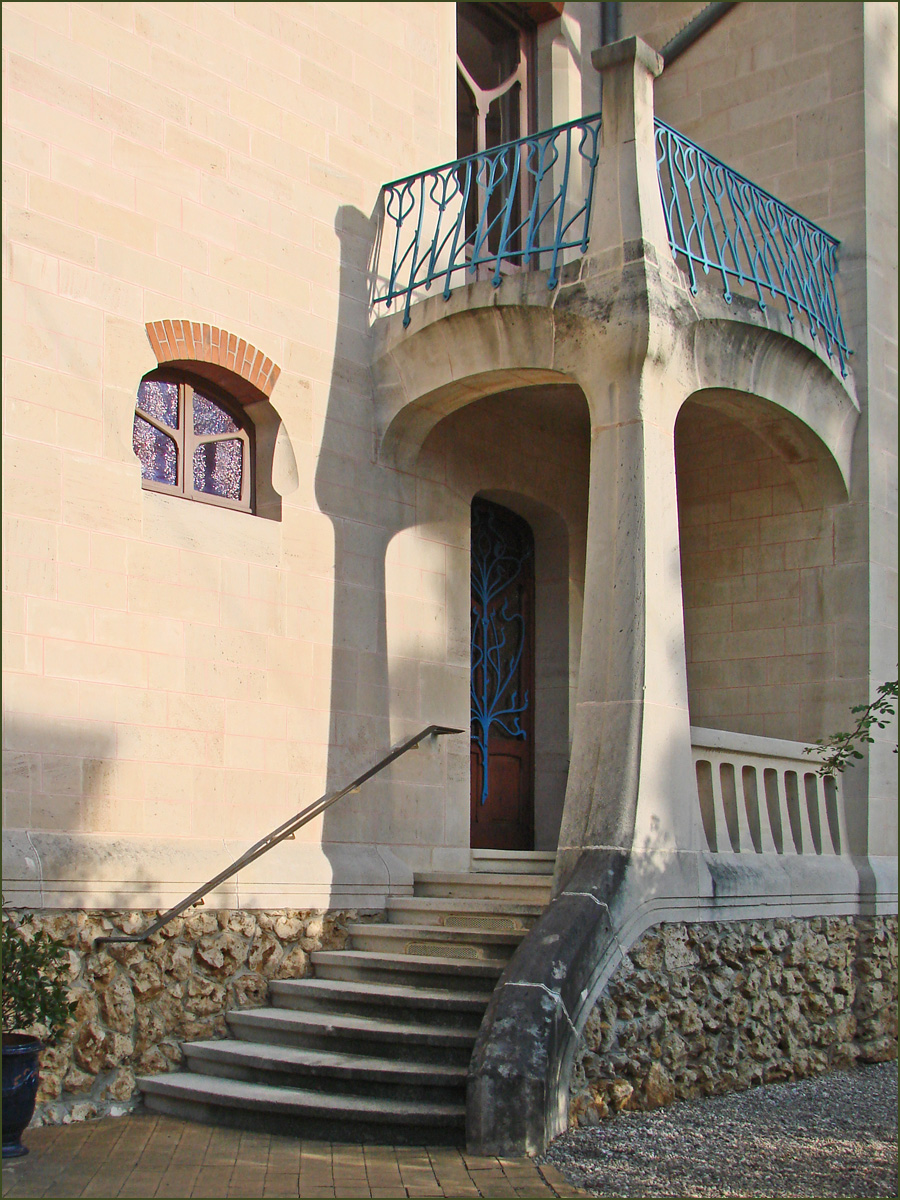
Porche d'entrée d'une maison Art nouveau de Nancy, la villa des Glycines.

Un porche (du latin porticus, doublet populaire de portique) est, en architecture, une « pièce ou galerie se trouvant devant l'entrée d'une construction formant avant-corps bas, placé devant la façade du bâtiment qu'il commande » ; il est souvent hors œuvre. On peut le définir plus simplement comme une « construction en saillie qui abrite la porte d'entrée d'un édifice » ou comme « un vestibule, un hall ».
Le porche existe en architecture religieuse comme en architecture profane et se retrouve sous différentes formes et structures, construit à partir de divers matériaux un peu partout dans le monde.

## Porche des églises et des cathédrales
Le porche d'une église est situé à l'extérieur et séparé de l'intérieur de l'église par les vantaux du portail. C'est le prolongement de la voussure ou un simple auvent en bois. Il servait d'abri aux passants, aux mendiants mais aussi aux magistrats quand ils rendaient justice sur le parvis de l'église.
Un porche qui s'ouvre dans l'église prend le nom de narthex.

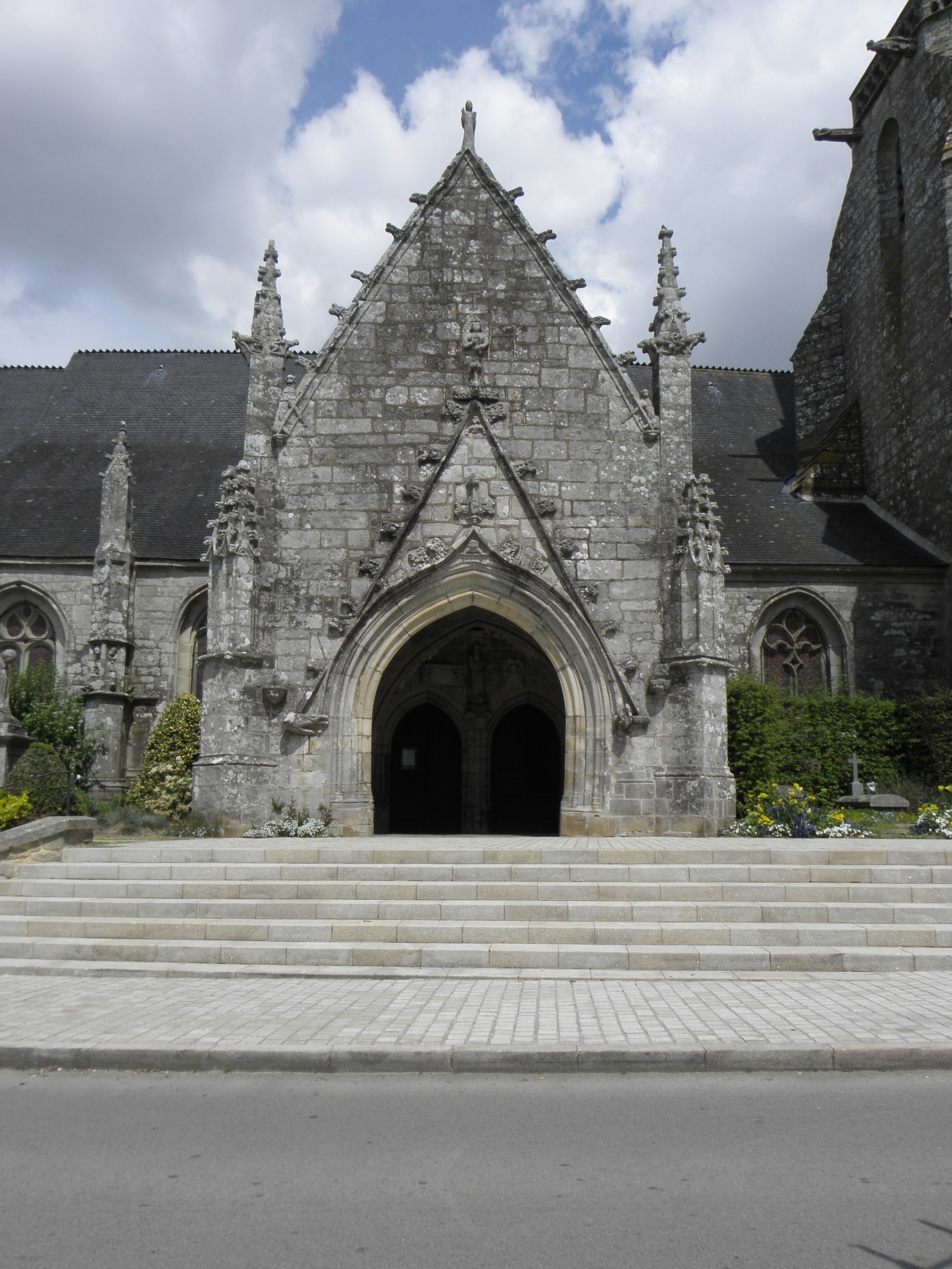
Un porche breton, de l'église Sainte-Noyale de Noyal-Pontivy (Morbihan).
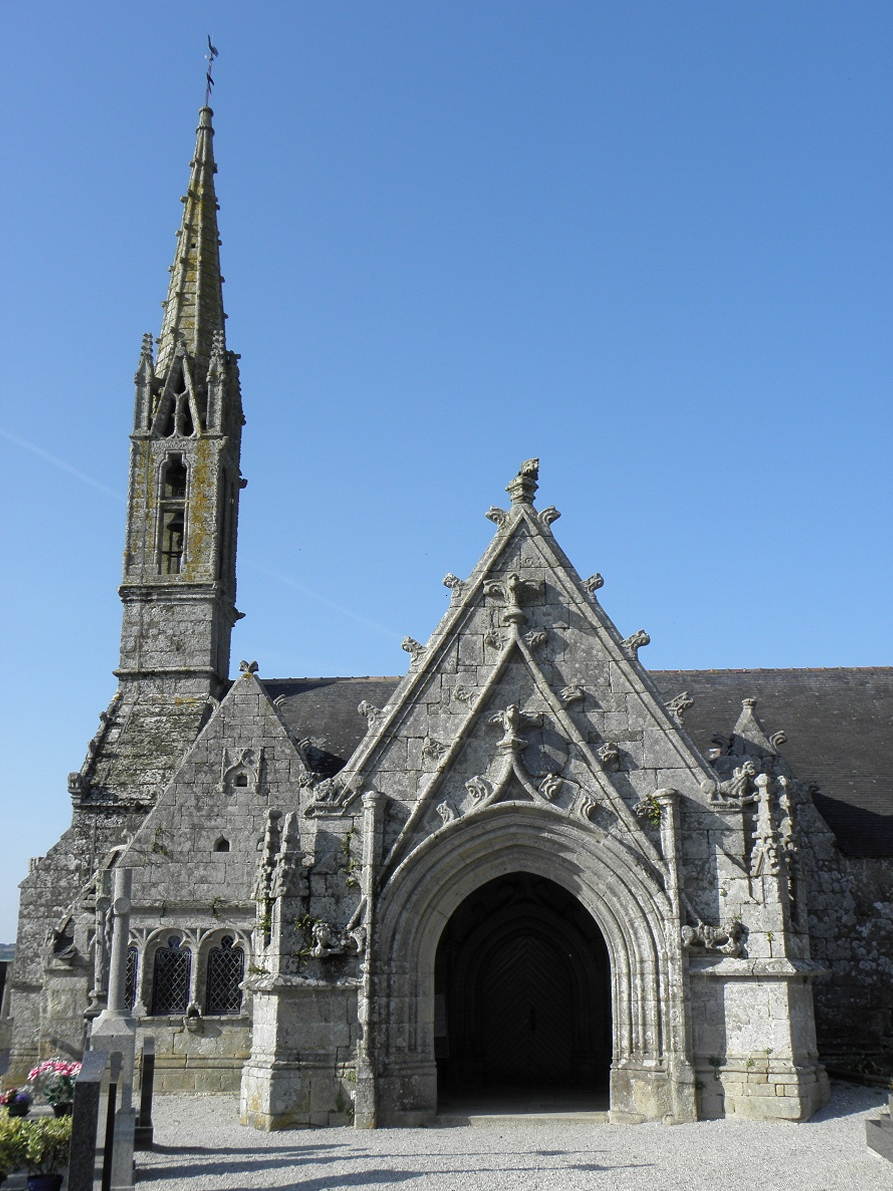
Porche breton de l'église Saint-Nicaise de Saint-Nic (Finistère).
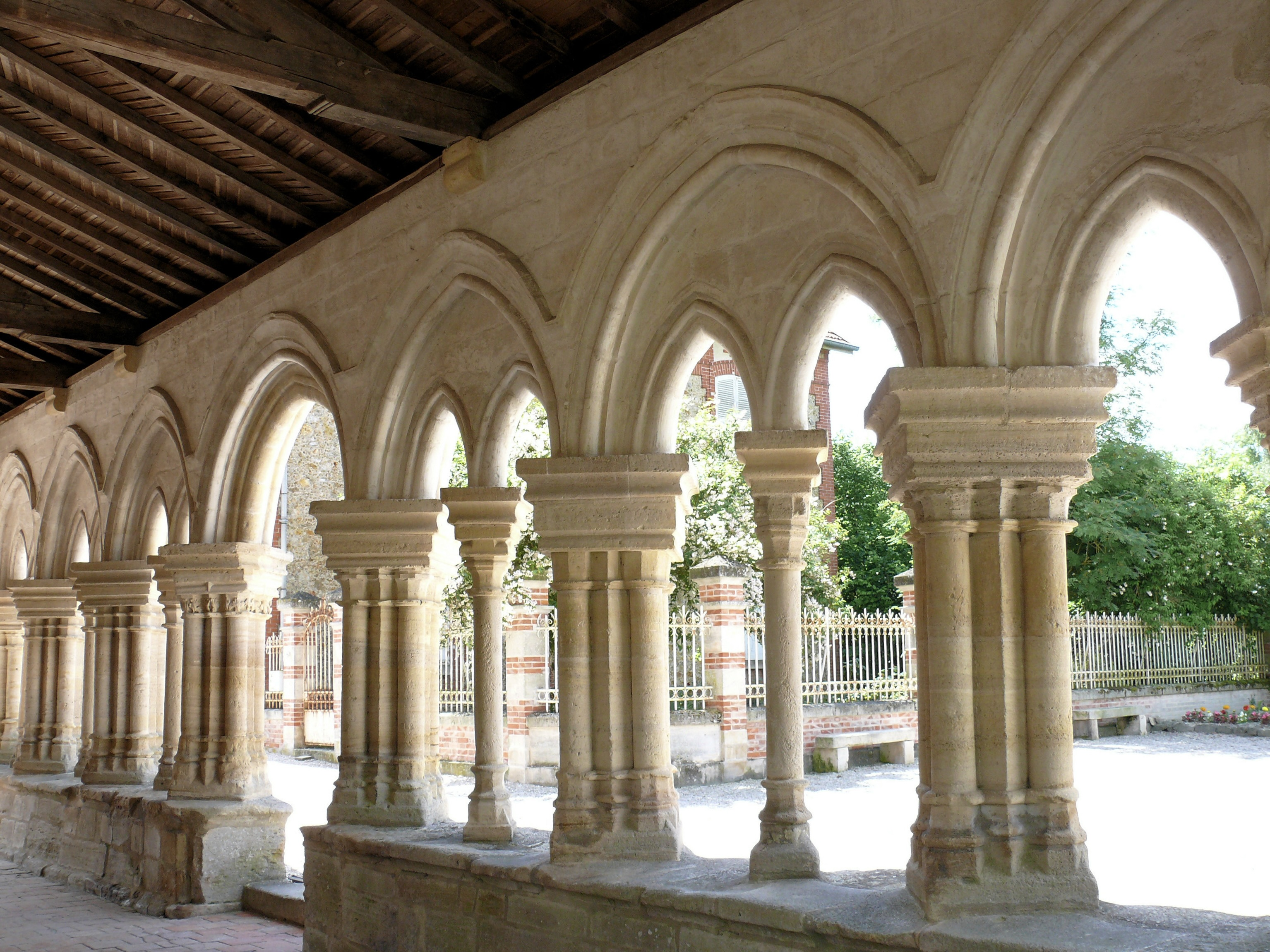
Porche roman champenois de l'église Saint-Amand de Saint-Amand-sur-Fion (Marne).
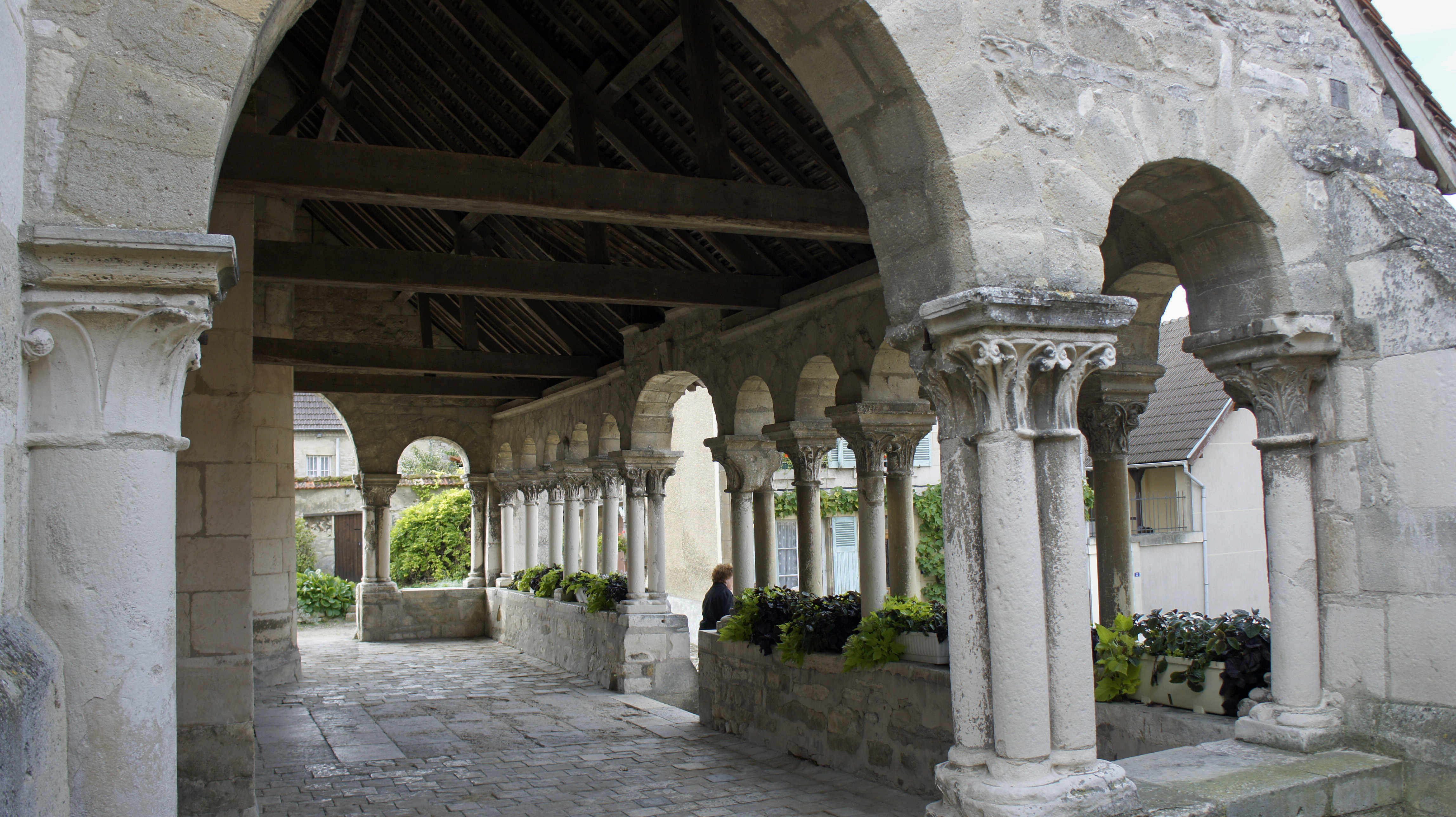
Galerie-porche de style roman champenois de l'église Saint-Sauveur d'Hermonville (Marne).
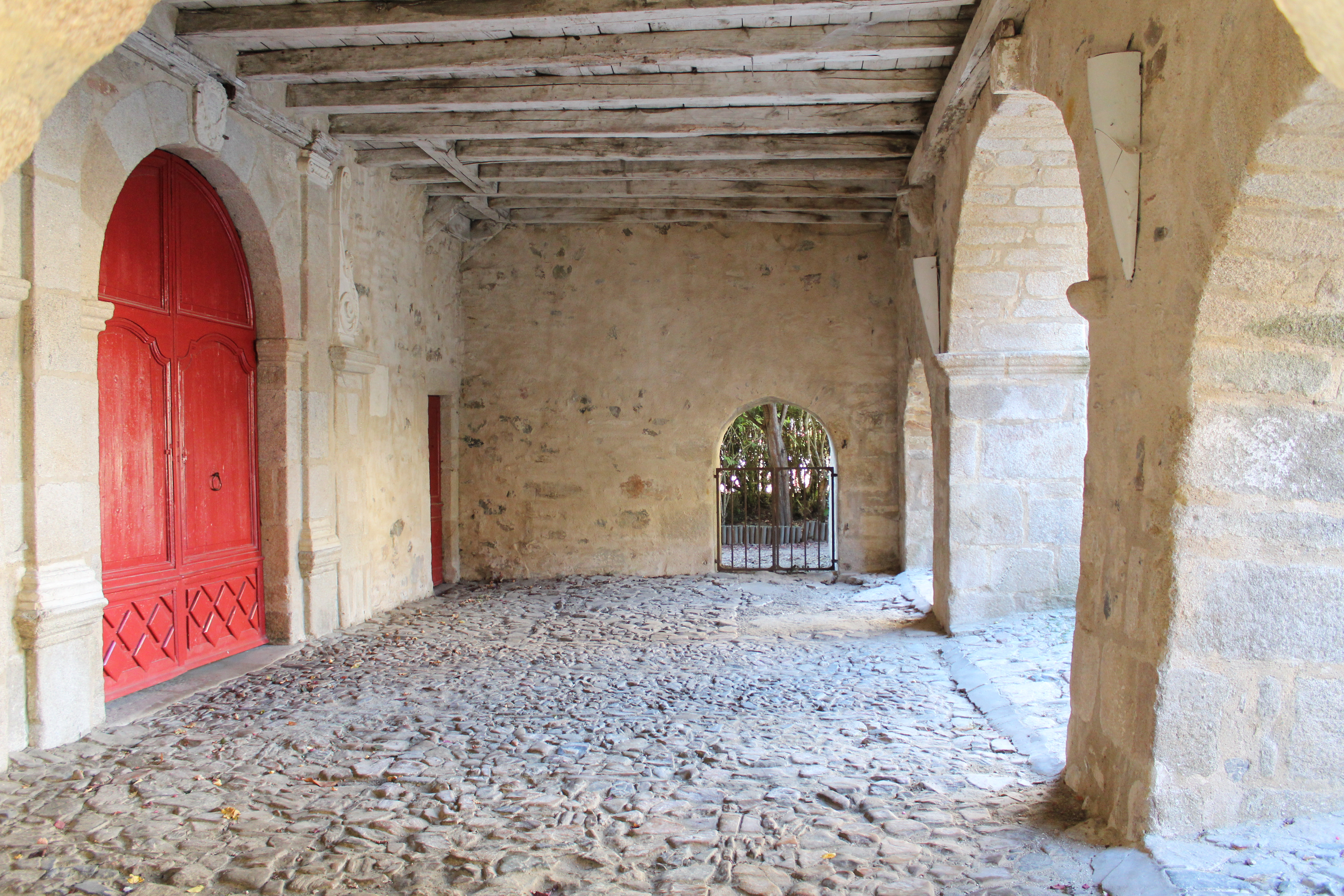
Porche couvert de style roman de l'église Saint-Martin de Laguenne (Corrèze).

Porche de la cathédrale d'Albi (Tarn).
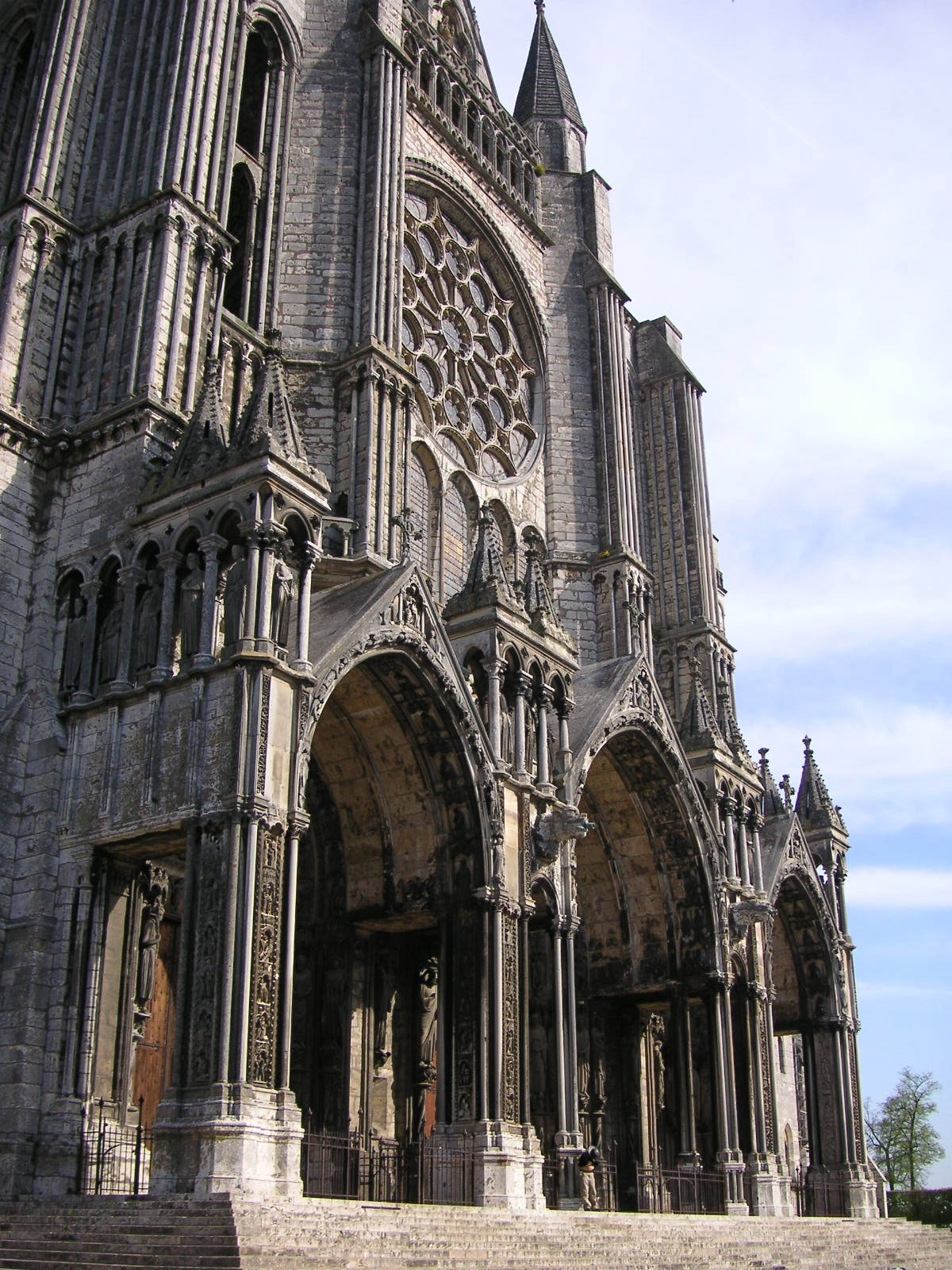
Les porches de la façade sud (transept) de la cathédrale de Chartres.
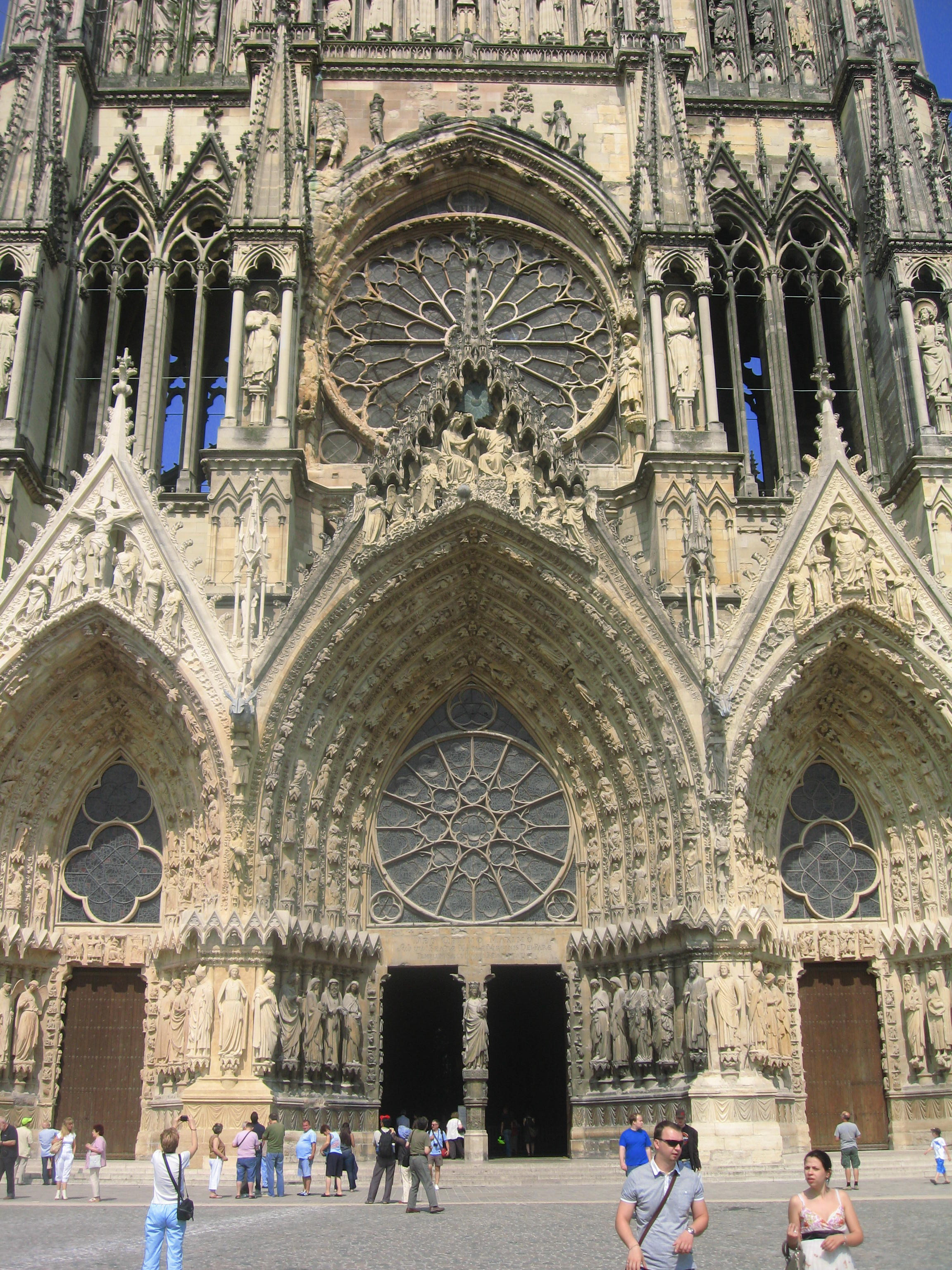
Les trois grands porches à gables peuplés de nombreuses sculptures de la façade ouest de la cathédrale de Reims.
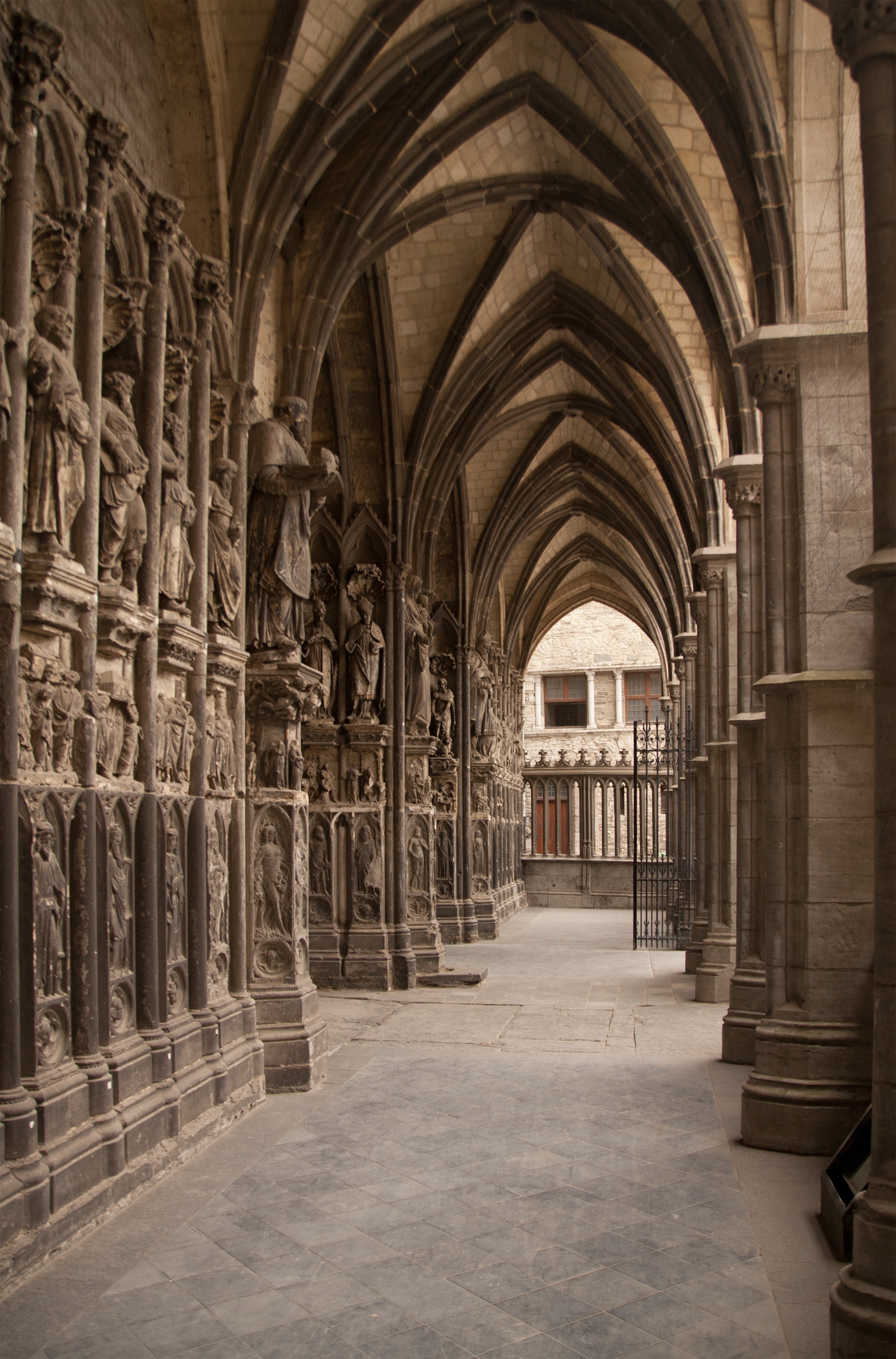
Intérieur de la galerie-porche de la façade ouest de la cathédrale de Tournai, Belgique.

## Dans l'architecture islamique
Dans l'architecture islamique les porches proviennent de deux sources d'influence, paléochrétienne et byzantine d'un côté, et persane de l'autre.
L'iwan est un très vaste porche voûté ouvert sur un côté par un grand arc, typiquement persan. C'est un élément marquant des palais perses dès l'époque pré-islamique, séleucide et sassanide, mais il se répandra également au Moyen-Orient et en Inde avec l'architecture islamique fortement influencée par l'art persan, que l'on retrouve dans les palais, les maristans (hôpitaux), les madrassas, il restera cependant un élément phare de l'architecture iranienne (ou persane) avant tout. Le plan de mosquée dit iranien comporte quatre iwans s'ouvrant sur une cour.

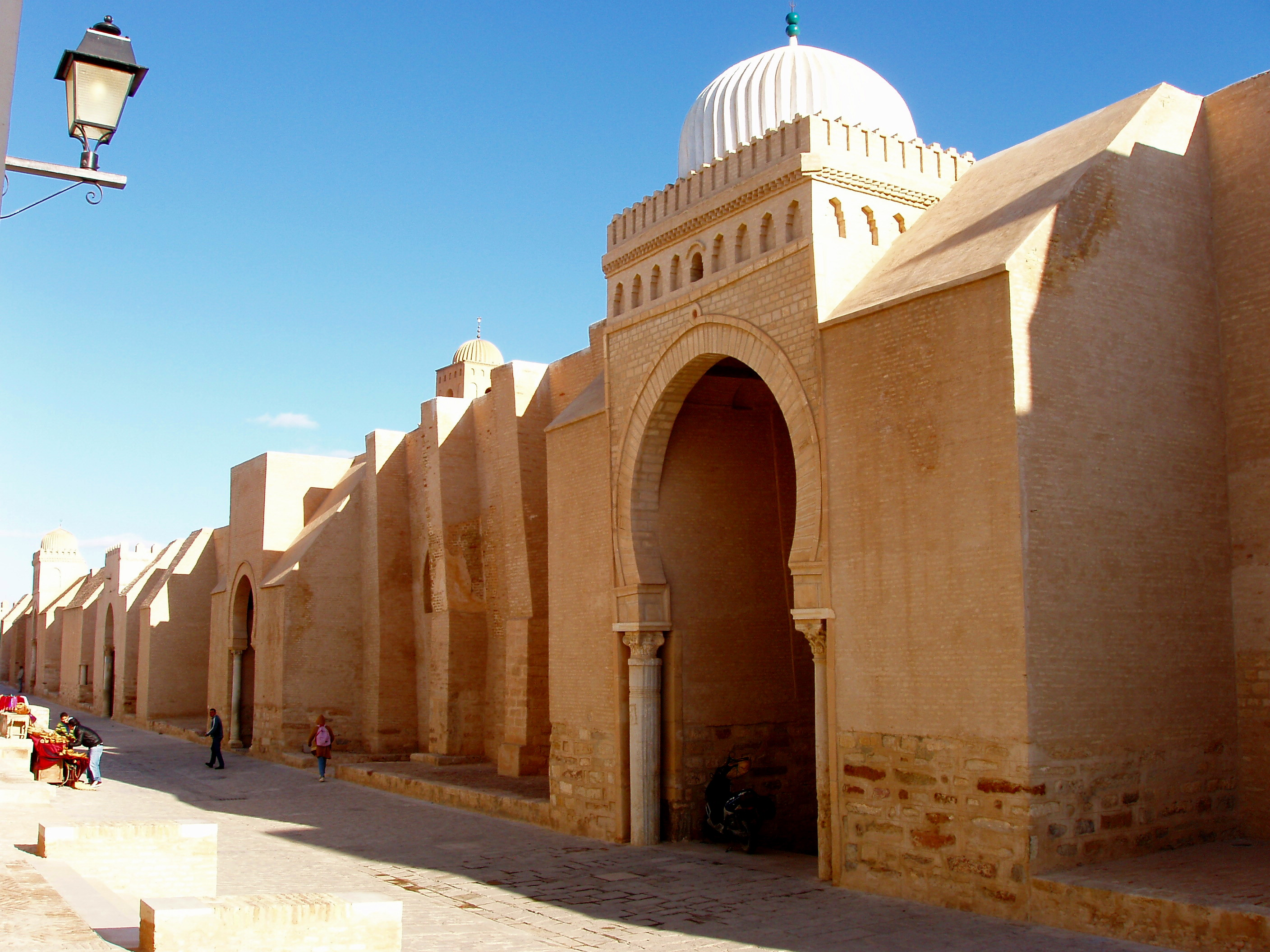
Vue de l'un des porches du mur occidental de l'enceinte de la grande mosquée de Kairouan, en Tunisie.
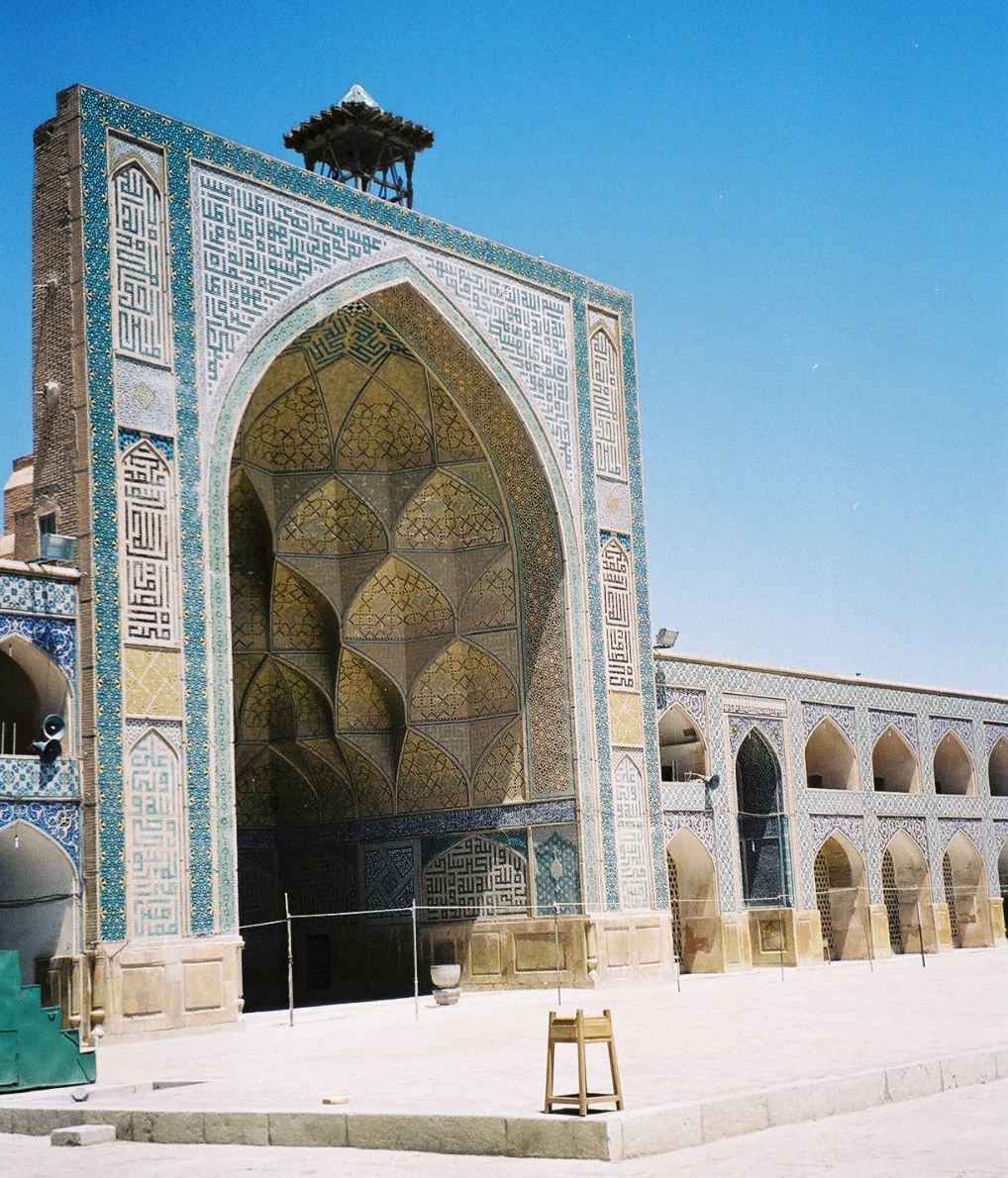
Iwan de la mosquée du vendredi à Ispahan.
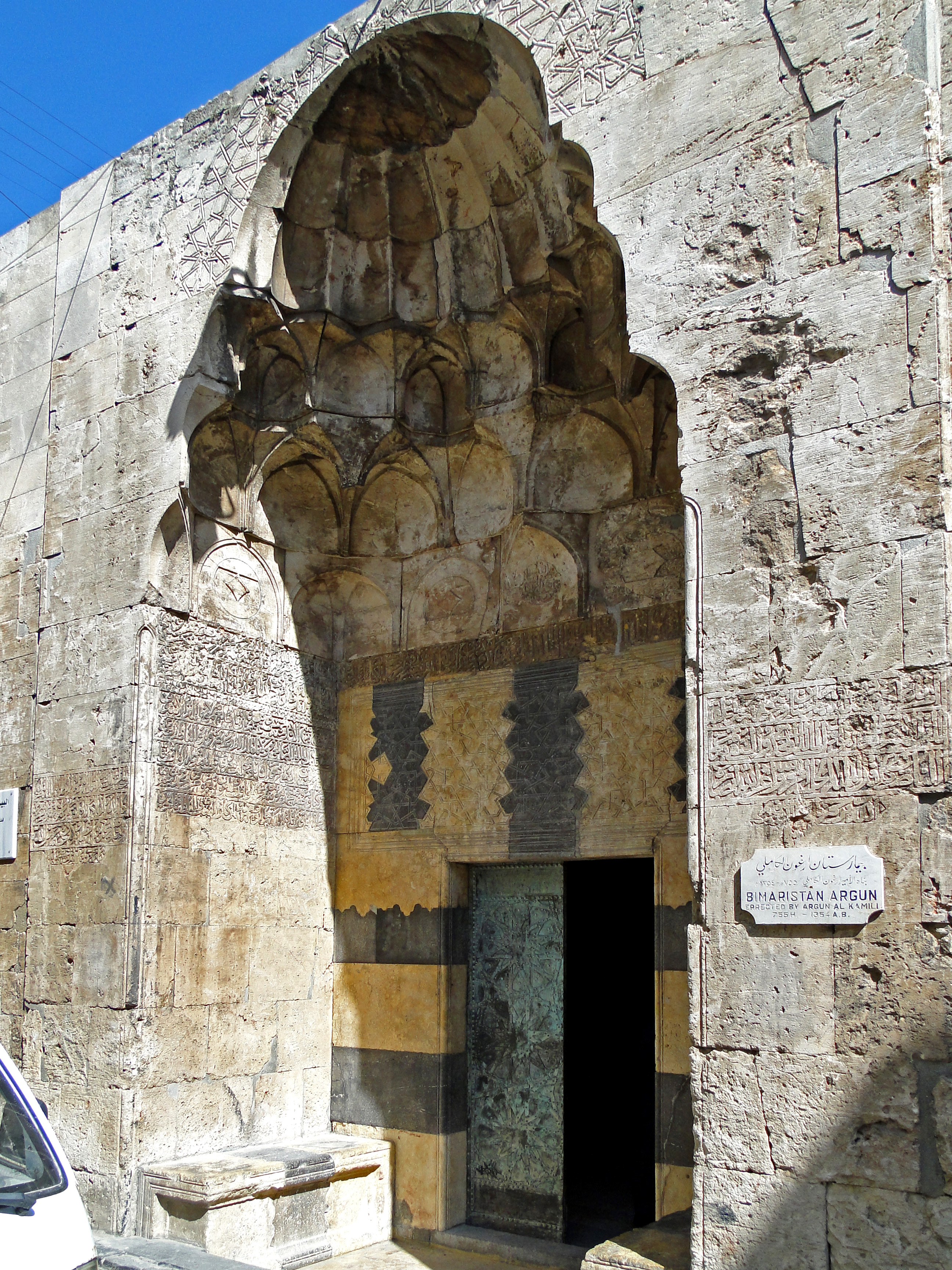
Porte du Bimaristan Argoun, à Alep.
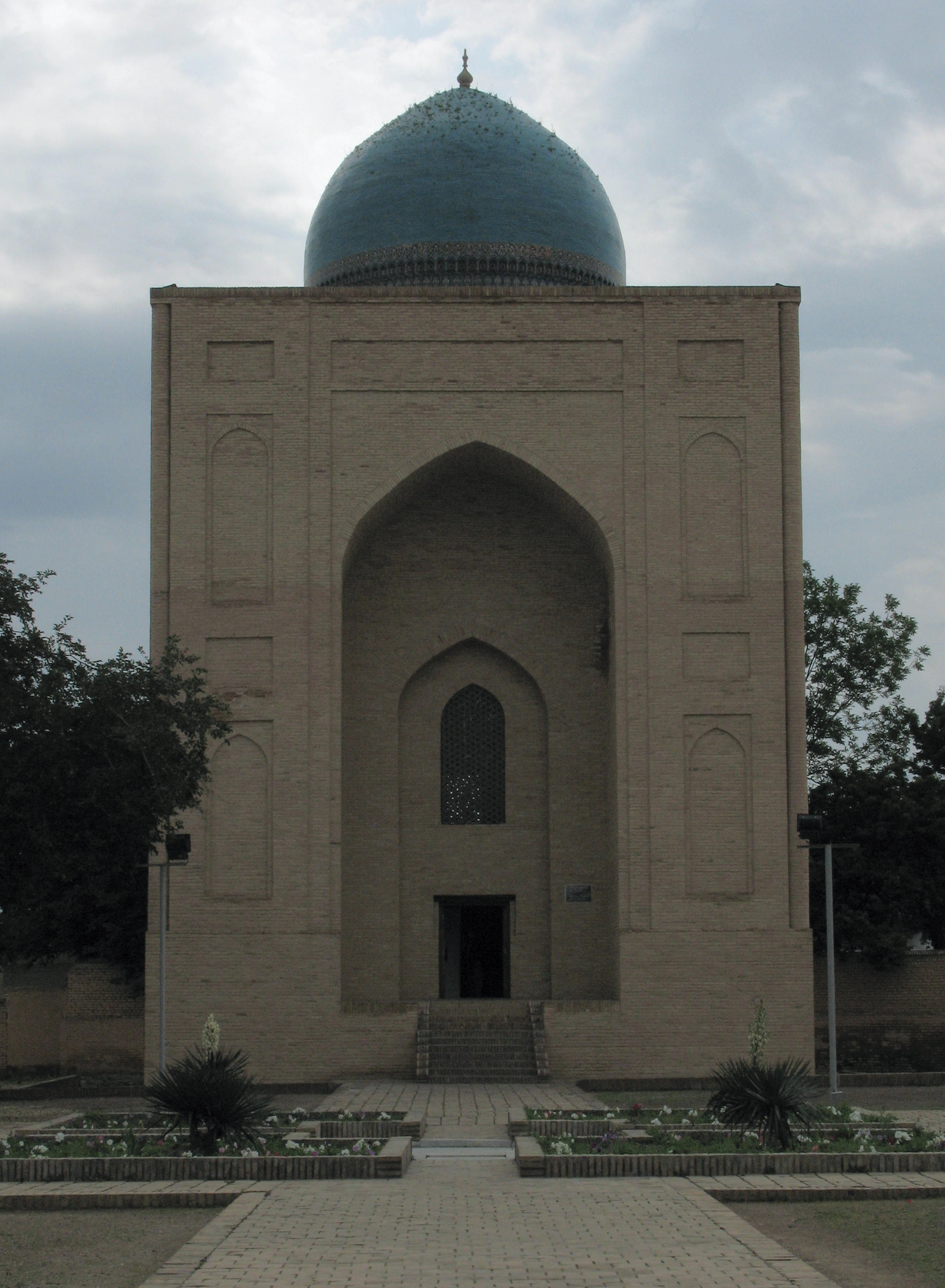
Mausolée de Bibi-Khanym à Samarcande, avec un iwan.

## Porche enInde
Le porche est un élément traditionnel de l'architecture indienne.

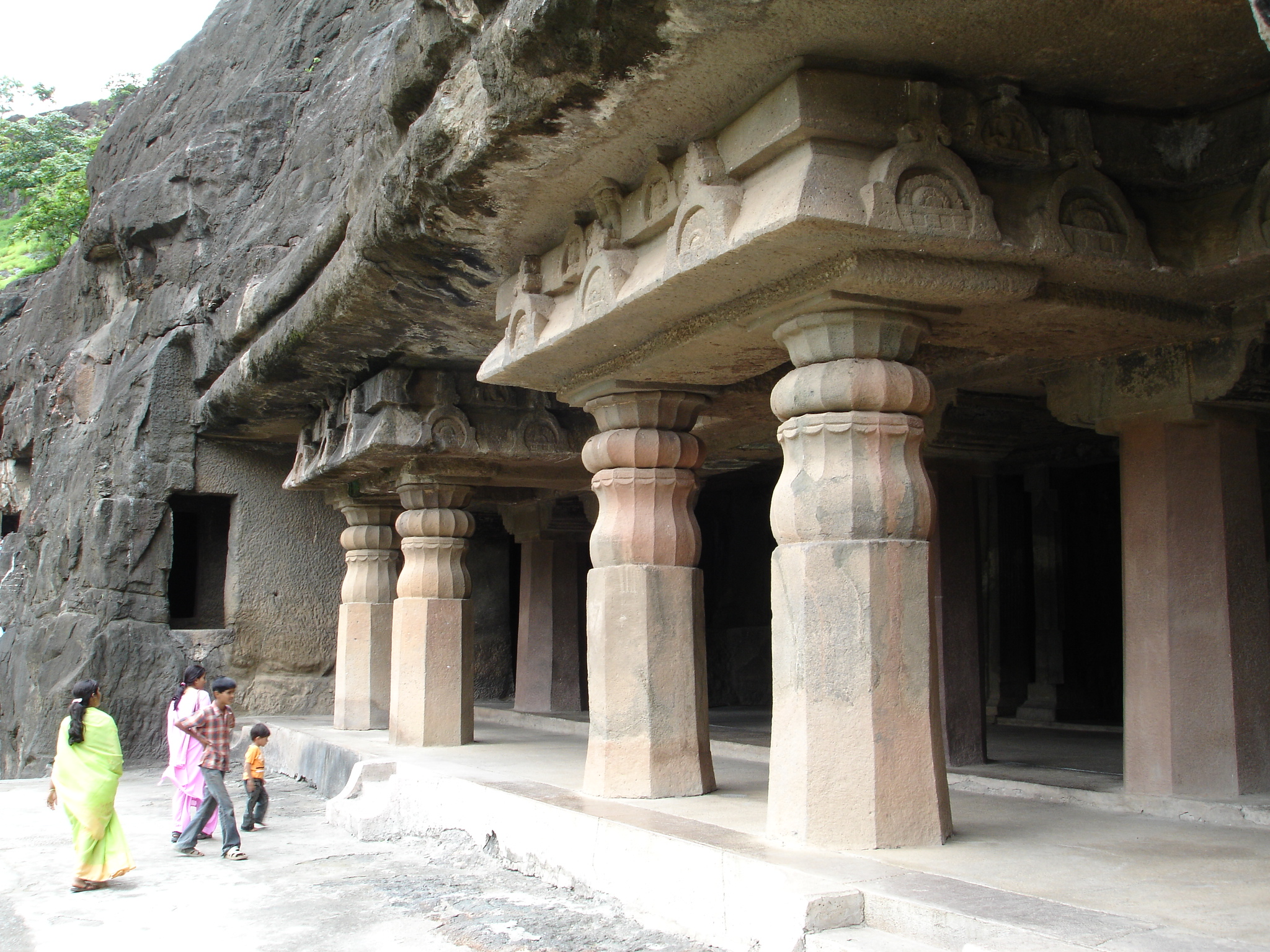
Un porche à Ajanta.
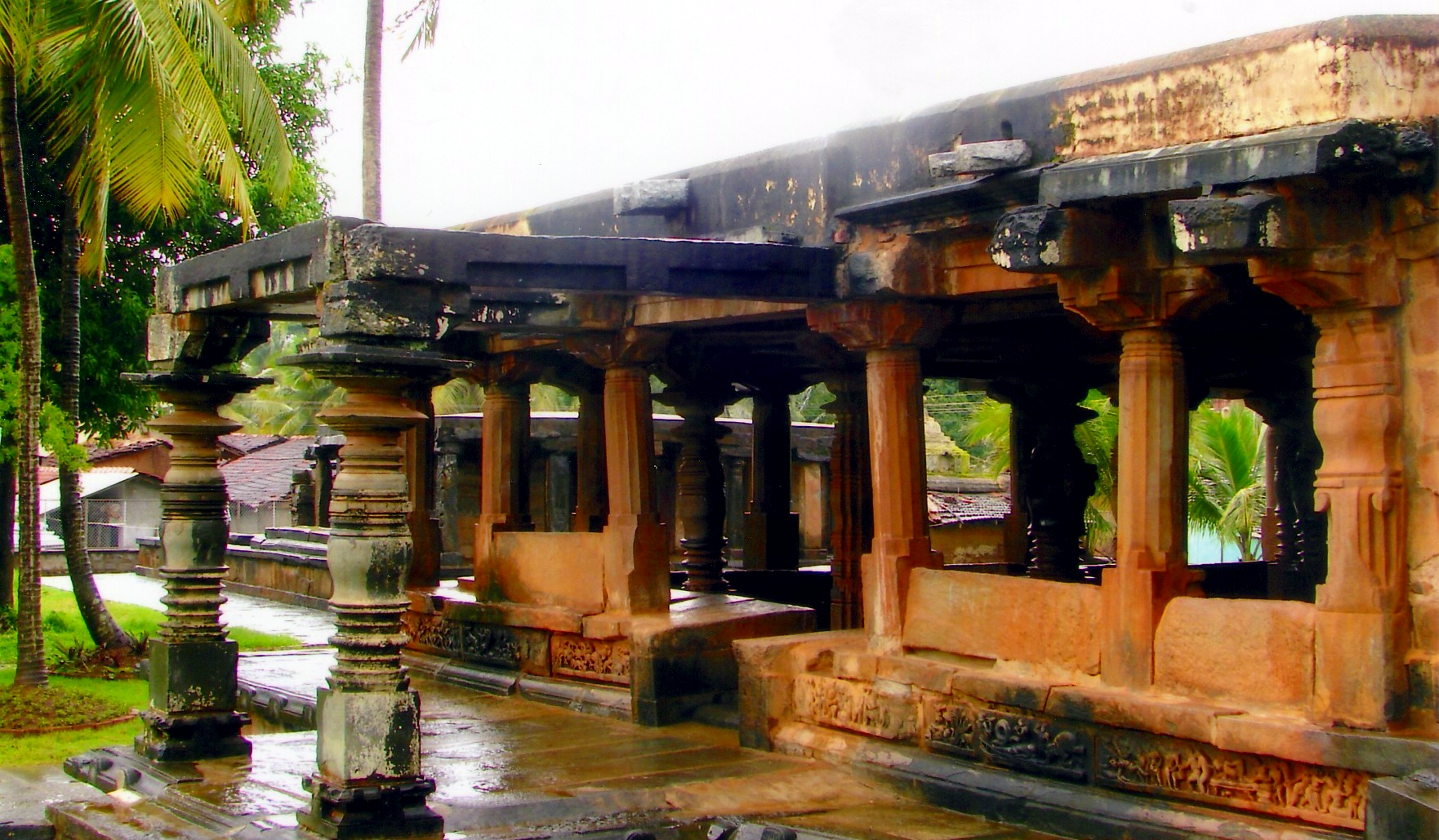
Porche du temple Tripurantaka (en), à Balligavi (en), en Inde.

## Porche hall d'entrée
Le porche est un élément d'architecture caractéristique des maisons de maître des propriétés des États sudistes des États-Unis, où il est dans la plupart des cas aussi large que profond afin de pouvoir accueillir les hôtes ou les réunir à l'occasion de réceptions mondaines.